# Linného botanická zahrada

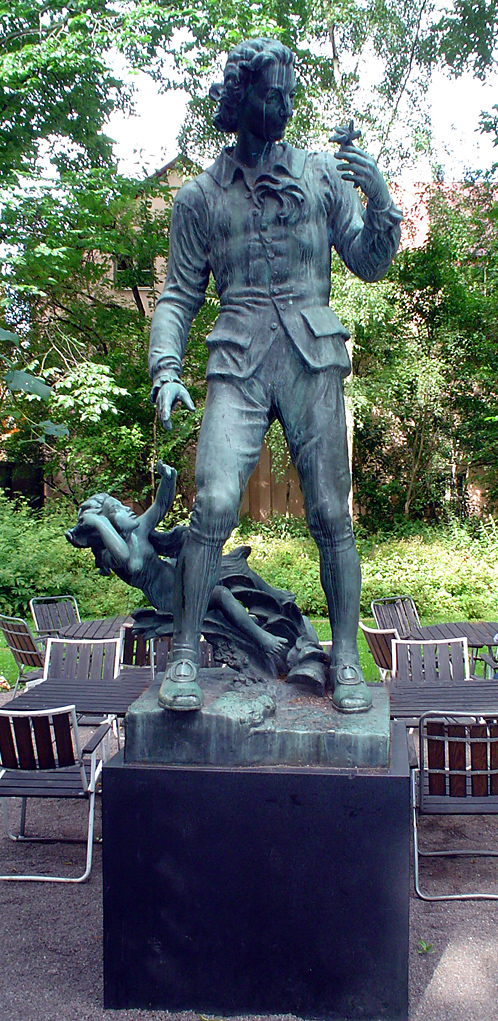
Památník Carla Linného v zahradě

Linného botanická zahrada (švéd. Linnéträdgården) je botanická zahrada ve švédském městě Uppsala. Je jednou z nejstarších botanických zahrad. V této zahradě rostou především ty druhy rostlin, které popsal sám Carl Linné (1707–1778). Nachází se nedaleko Uppsalské univerzity.